# 4.ª etapa del Tour de Francia 2022
La 4.ª etapa del Tour de Francia 2022 tuvo lugar el 5 de julio de 2022 entre Dunkerque y Calais sobre un recorrido de 171,5 km. El vencedor fue el belga Wout van Aert del Jumbo-Visma, manteniendo así el liderato y aumentado las diferencias con sus más inmediatos perseguidores.

## Clasificación de la etapa
| Dunkerque - Calais | etapa escarpada | (171,5 km) |

| \| Clasificación de la etapa \| Clasificación de la etapa \| Clasificación de la etapa \| Clasificación de la etapa \| Clasificación de la etapa \| \| Ciclista \| Ciclista \| Equipo \| Tiempo \| \| \| ------------------------- \| ------------------------- \| ---------------------------------- \| ------------------------- \| ------------------------- \| \| 1.º \| Wout van Aert \| Jumbo-Visma \| 4 h 01 min 36 s \| \| \| 2.º \| Jasper Philipsen \| Alpecin-Deceuninck \| + 8 s \| \| \| 3.º \| Christophe Laporte \| Jumbo-Visma \| + 8 s \| \| \| 4.º \| Alexander Kristoff \| Intermarché-Wanty-Gobert Matériaux \| + 8 s \| \| \| 5.º \| Peter Sagan \| TotalEnergies \| + 8 s \| \| \| 6.º \| Luca Mozzato \| B&B Hotels-KTM \| + 8 s \| \| \| 7.º \| Danny van Poppel \| Bora-Hansgrohe \| + 8 s \| \| \| 8.º \| Hugo Hofstetter \| Arkéa-Samsic \| + 8 s \| \| \| 9.º \| Michael Matthews \| BikeExchange-Jayco \| + 8 s \| \| \| 10.º \| Benjamin Thomas \| Cofidis \| + 8 s \| \| |                    |                                    |                 |
| |                    |                                    |                 |
| Fuente: ProCyclingStats |                    |                                    |                 |
| Clasificación de la etapa |                    |                                    |                 |
| Ciclista | Ciclista           | Equipo                             | Tiempo          |
| 1.º | Wout van Aert      | Jumbo-Visma                        | 4 h 01 min 36 s |
| 2.º | Jasper Philipsen   | Alpecin-Deceuninck                 | + 8 s           |
| 3.º | Christophe Laporte | Jumbo-Visma                        | + 8 s           |
| 4.º | Alexander Kristoff | Intermarché-Wanty-Gobert Matériaux | + 8 s           |
| 5.º | Peter Sagan        | TotalEnergies                      | + 8 s           |
| 6.º | Luca Mozzato       | B&B Hotels-KTM                     | + 8 s           |
| 7.º | Danny van Poppel   | Bora-Hansgrohe                     | + 8 s           |
| 8.º | Hugo Hofstetter    | Arkéa-Samsic                       | + 8 s           |
| 9.º | Michael Matthews   | BikeExchange-Jayco                 | + 8 s           |
| 10.º | Benjamin Thomas    | Cofidis                            | + 8 s           |

## Clasificaciones al final de la etapa

### Clasificación general(Maillot Jaune)
| \| Clasificación general \| Clasificación general \| Clasificación general \| Clasificación general \| Clasificación general \| \| Ciclista \| Ciclista \| Equipo \| Tiempo \| \| \| --------------------- \| --------------------- \| ---------------------- \| --------------------- \| --------------------- \| \| 1.º \| Wout van Aert \| Jumbo-Visma \| 13 h 02 min 43 s \| \| \| 2.º \| Yves Lampaert \| Quick-Step Alpha Vinyl \| + 25 s \| \| \| 3.º \| Tadej Pogačar \| UAE Team Emirates \| + 32 s \| \| \| 4.º \| Mads Pedersen \| Trek-Segafredo \| + 36 s \| \| \| 5.º \| Mathieu van der Poel \| Alpecin-Deceuninck \| + 38 s \| \| \| 6.º \| Jonas Vingegaard \| Jumbo-Visma \| + 40 s \| \| \| 7.º \| Primož Roglič \| Jumbo-Visma \| + 41 s \| \| \| 8.º \| Adam Yates \| Ineos Grenadiers \| + 48 s \| \| \| 9.º \| Stefan Küng \| Groupama-FDJ \| + 48 s \| \| \| 10.º \| Thomas Pidcock \| Ineos Grenadiers \| + 49 s \| \| |                      |                        |                  |
| |                      |                        |                  |
| Fuente: ProCyclingStats |                      |                        |                  |
| Clasificación general |                      |                        |                  |
| Ciclista | Ciclista             | Equipo                 | Tiempo           |
| 1.º | Wout van Aert        | Jumbo-Visma            | 13 h 02 min 43 s |
| 2.º | Yves Lampaert        | Quick-Step Alpha Vinyl | + 25 s           |
| 3.º | Tadej Pogačar        | UAE Team Emirates      | + 32 s           |
| 4.º | Mads Pedersen        | Trek-Segafredo         | + 36 s           |
| 5.º | Mathieu van der Poel | Alpecin-Deceuninck     | + 38 s           |
| 6.º | Jonas Vingegaard     | Jumbo-Visma            | + 40 s           |
| 7.º | Primož Roglič        | Jumbo-Visma            | + 41 s           |
| 8.º | Adam Yates           | Ineos Grenadiers       | + 48 s           |
| 9.º | Stefan Küng          | Groupama-FDJ           | + 48 s           |
| 10.º | Thomas Pidcock       | Ineos Grenadiers       | + 49 s           |

### Clasificación por puntos(Maillot Vert)
| Clasificación por puntos | Clasificación por puntos | Clasificación por puntos | Clasificación por puntos | Clasificación por puntos |
| Ciclista                 | Ciclista                 | Equipo                   | Puntos                   |                          |
| ------------------------ | ------------------------ | ------------------------ | ------------------------ | ------------------------ |
| 1.º                      | Wout van Aert            | Jumbo-Visma              | 170 pts                  |                          |
| 2.º                      | Fabio Jakobsen           | Quick-Step Alpha Vinyl   | 109 pts                  |                          |
| 3.º                      | Peter Sagan              | TotalEnergies            | 80 pts                   |                          |
| 4.º                      | Christophe Laporte       | Jumbo-Visma              | 66 pts                   |                          |
| 5.º                      | Jasper Philipsen         | Alpecin-Deceuninck       | 66 pts                   |                          |
| 6.º                      | Dylan Groenewegen        | BikeExchange-Jayco       | 60 pts                   |                          |
| 7.º                      | Magnus Cort              | EF Education-EasyPost    | 59 pts                   |                          |
| 8.º                      | Caleb Ewan               | Lotto-Soudal             | 45 pts                   |                          |
| 9.º                      | Mads Pedersen            | Trek-Segafredo           | 40 pts                   |                          |
| 10.º                     | Danny van Poppel         | Bora-Hansgrohe           | 38 pts                   |                          |

### Clasificación de la montaña(Maillot à Pois Rouges)
| Clasificación de la montaña | Clasificación de la montaña | Clasificación de la montaña | Clasificación de la montaña | Clasificación de la montaña |
| Ciclista                    | Ciclista                    | Equipo                      | Puntos                      |                             |
| --------------------------- | --------------------------- | --------------------------- | --------------------------- | --------------------------- |
| 1.º                         | Magnus Cort                 | EF Education-EasyPost       | 11 pts                      |                             |
| 2.º                         | Wout van Aert               | Jumbo-Visma                 | 1 pt                        |                             |
| 3.º                         | Quinn Simmons               | Trek-Segafredo              | -1 pt                       |                             |

### Clasificación del mejor joven(Maillot Blanc)
| Clasificación del mejor joven | Clasificación del mejor joven | Clasificación del mejor joven | Clasificación del mejor joven | Clasificación del mejor joven |
| Ciclista                      | Ciclista                      | Equipo                        | Tiempo                        |                               |
| ----------------------------- | ----------------------------- | ----------------------------- | ----------------------------- | ----------------------------- |
| 1.º                           | Tadej Pogačar                 | UAE Team Emirates             | 13 h 03 min 15 s              |                               |
| 2.º                           | Thomas Pidcock                | Ineos Grenadiers              | + 17 s                        |                               |
| 3.º                           | Florian Vermeersch            | Lotto-Soudal                  | + 26 s                        |                               |
| 4.º                           | Brandon McNulty               | UAE Team Emirates             | + 36 s                        |                               |
| 5.º                           | Kevin Geniets                 | Groupama-FDJ                  | + 51 s                        |                               |
| 6.º                           | Andreas Leknessund            | Team DSM                      | + 52 s                        |                               |
| 7.º                           | Stefan Bissegger              | EF Education-EasyPost         | + 1 min 05 s                  |                               |
| 8.º                           | Jasper Philipsen              | Alpecin-Deceuninck            | + 1 min 09 s                  |                               |
| 9.º                           | Matteo Jorgenson              | Movistar Team                 | + 1 min 20 s                  |                               |
| 10.º                          | Jonas Rutsch                  | EF Education-EasyPost         | + 1 min 27 s                  |                               |

### Clasificación por equipos(Classement par Équipe)
| Clasificación por equipos | Clasificación por equipos          | Clasificación por equipos | Clasificación por equipos |
| Equipo                    | Equipo                             | Tiempo                    |                           |
| ------------------------- | ---------------------------------- | ------------------------- | ------------------------- |
| 1.º                       | Jumbo-Visma                        | 39 h 09 min 52 s          |                           |
| 2.º                       | Ineos Grenadiers                   | + 29 s                    |                           |
| 3.º                       | Trek-Segafredo                     | + 45 s                    |                           |
| 4.º                       | Quick-Step Alpha Vinyl             | + 50 s                    |                           |
| 5.º                       | Bora-Hansgrohe                     | + 1 min 05 s              |                           |
| 6.º                       | UAE Team Emirates                  | + 1 min 08 s              |                           |
| 7.º                       | Groupama-FDJ                       | + 1 min 43 s              |                           |
| 8.º                       | Team DSM                           | + 1 min 52 s              |                           |
| 9.º                       | Intermarché-Wanty-Gobert Matériaux | + 1 min 56 s              |                           |
| 10.º                      | AG2R Citroën Team                  | + 1 min 56 s              |                           |

## Abandonos
Ninguno.